# Буарон, Мишель
Мише́ль Буаро́н (фр. Michel Boisrond, с полным именем Мишель Жак Буарон фр. Michel Jacques Boisrond; 9 октября 1921, Шатонёв-ан-Тимре, Эр и Луар, Франция — 10 ноября 2002, Ла Сель-Сен-Кло, Ивелин, Франция) — французский режиссёр, сценарист продюсер, актёр.

## Биография
Мишель Буарон родился в небольшом городке Шатонёв-ан-Тимре (фр. Châteauneuf-en-Thymerais), находящемся примерно в 100 км западнее Парижа, в семье Жака Огюста Буарона (фр. Corinne Jacques Auguste Boisrond, 1891—1961), начальника управления имуществом и сенатора от департамента Эр и Луар с 1946 по 1958 год, и его супруги, Мадлен Селин Лальман (фр. Madeleine Céline Lallemand, 1894—1965). Он получает образование в лицее Пастера (фр. Lycée Pasteur) в парижском пригороде Нёйи-сюр-Сен, который заканчивает с дипломом бакалавра.
Режиссёрскую профессию Мишель Буарон начинает постигать в 1943 году, проходя длительную подготовку по обычной для того времени схеме — стажёр, второй и первый ассистент — у известных режиссёров, таких как: Жан Деланнуа, Жак де Баронселли, Жиль Гранжье и Жан Кокто. Но особенно он ценил свой опыт работы с Рене Клером, к которому относился с восхищением. Буарон помогает Клеру в «Красоте дьявола» (1949), «Ночных красавицах» (1952) и в «Больших манёврах» (1955), где он руководит даже второй съёмочной группой, после чего приступает к самостоятельной работе.
В конце 1955 года он снимает свой первый фильм «Ох уж эта девчонка!» с молодой Брижит Бардо по совместному сценарию с Роже Вадимом, написанному специально для его молодой жены. Она уже не была новичком — сыграла в дюжине фильмов, — но ещё не вышел «И Бог создал женщину», который зародит первые элементы её культа. Приятной вехой на этом пути является «Ох уж эта девчонка», где имя Брижит Бардо впервые идёт до названия фильма и в самом начале его титров. Дебют Буарона в качестве режиссёра получает успех у публики (4 040 634 зрителей в кинотеатрах Франции) и внимание в прессе того времени, когда перед Новой волной режиссёрские дебюты были настолько редки, что критики приветствовали каждый первый фильм как небольшое событие. Успешное начало позволяет Мишелю Буарону продолжить ещё с двумя комедиями в 1956 году, C’est arrivé à Aden (Это случилось в Адене) и Lorsque l’enfant paraît (Когда появляется ребёнок). Но если экранизацию романа Пьера Бенуа кинокритик Люсьен Ложетт (фр. Lucien Logette) находит интересной, то киноверсию пьесы Андре Руссена (фр. André Roussin) он относит к худшим примерам непритязательной кинопродукции.
Плодотворное сотрудничество Мишеля Буарона с бельгийским диалогистом и его будущей женой Аннетт Вадман (фр. Annette Wademant), которая напишет более десятка сценариев для его комедий между 1957 и 1974 годами, придаёт его фильмографии целостность в духе и форме, относительно нечастой на тот момент во французском кино.
Первой из этой серии и, возможно, лучшей в ней будет Une Parisienne (Парижанка) в 1957 году (3 508 853 зрителей в кинотеатрах Франции) занятная и увлекательная комедия, представляющая чистый продукт своего времени с красным кабриолетом, платочком на голове и джазовой музыкой, типа того, что ещё не называлось feel-good movie.
В 1958 году Буарон делает довольно качественную комедию Faibles femmes (Слабые женщины), в которой молодому Алену Делону предлагает его первую главную роль, а затем снимает его в драме Le Chemin des écoliers (Дорога школяров), где Аннетт Вадман временно заменяют сценаристы Жан Оранш (фр. Jean Aurenche) и Пьер Бост. Но последующая часть его карьеры идёт в русле сугубо массового, коммерческого кино, по преимуществу с лёгкими, сделанными на заказ, комедийными фильмами.
В 1959 году он обновляет дуэт Брижит Бардо-Анри Видаль в романтической комедии Voulez-vous danser avec moi ? (Танцуй со мной), которая сделала хороший кассовый сбор. Любимые им темы любовь (Les Amours célèbres, 1961), женщины (La Française et l’Amour, 1960) и Париж (Les Parisiennes, 1962) находят воплощение в работах простого, развлекательного характера, как считают, менее значимых, чем некоторые известные образцы данного направления. Если комедийная трилогия, начинающаяся со слова «как»: Comment réussir en amour (Как преуспеть в любви, 1962), Comment trouvez-vous ma sœur ? (Как вам моя сестра?, 1964), Comment épouser un premier ministre (Как выйти замуж за премьер-министра, 1964), где в эпизодических ролях играют легко узнаваемые комедийные актёры тех лет: Жан Пуаре (фр. Jean Poiret), Мишель Серро, Жаклин Майян (фр. Jacqueline Maillan), Жак Шарон (фр. Jacques Charon), становится предметом социологического исследования нравов начала 60-х годов, то Cherchez l’idole (Ищите идола, 1964) с участием поп-звёзд: Джонни Холлидея, Шарля Азнавура, Сильви Вартан и Эдди Митчелла представляет собой теперь разве что исторический экспонат.
Мишель Буарон ищет оживления вдохновения в шпионских приключениях Atout cœur à Tokyo pour OSS 117 (На прицеле у смерти, 1966) и детективных приключениях L’Homme qui valait des milliards (Человек, который стоил миллиарды, 1967). Он продолжает эти поиски с адаптацией пародийного романа Реймона Кено, On est toujours trop bon avec les femmes (С ними по-хорошему нельзя, 1971), не напоминающей ничего из того, что режиссёр выпустил до тех пор, но жёстко раскритикованной при её выходе.
В начале 1970-х годов Мишель Буарон всё реже появляется на большом экране, но тем не менее получает некоторый успех с его версией сказки Перро «Мальчик-с-пальчик», Petit Poucet (1972), с Мари Лафоре и Жан-Пьером Марьелем в роли Великана. В 1975 году он снимает свой последний кинофильм в его любимом комическом ключе Catherine et Cie (Катрин и К °) с Джейн Биркин, Патриком Девером, Жан-Клодом Бриали и Мишелем Омоном и диалогами Катрин Брейя.
Затем, до 1995 года, он работает на телевидении, где Мишелю Буарону поручают сделать 3 телевизионных фильма и многочисленные эпизоды телевизионных сериалов. В частности, в 1977 году он снимает мини-сериал Les folies Offenbach (Оффенбах) с Мишелем Серро. В 1980-х годах он руководит съёмкой нескольких эпизодов Série rose (Розовая серия), эротического сериала, в котором работает в 1986, 1987 и 1991 годы. В 1991 году он снимает мини-сериал Marie Curie, une femme honorable (Мария Кюри), получивший «Золотую Нимфу» на Телевизионном фестивале в Монте-Карло в 1991 году, с Мари-Кристин Барро в титульной роли. В 1995 году он выпускает небольшой полицейский сериал Police des polices с Мартеном Ламоттом (фр. Martin Lamotte).
В его фильмографии присутствует также опыт актёра в «Самурае» Жана Пьера Мельвиля в 1967 году и в Le Bon Plaisir(Такова моя воля) Франсиса Жиро в 1984 году.
Отдавая дань режиссёру в связи со смертью Мишеля Буарона 10 ноября 2002 года, газета Libération добавляет, что он также оставил память о себе как об исключительно вежливом человеке, денди с хорошим чувством юмора.

## Личная жизнь
Мишель Буарон был дважды женат и являлся отцом пятерых детей.
В первом браке с Франсин Юбертин Бернар (фр. Francine Hubertine Bernard, 1922—2016) у него было 3 ребёнка: Софи Буарон-Минк (фр. Sophie Boisrond-Minc, 1949 г. р.), руководитель бизнеса, Лоран Буарон (фр. Laurent Boisrond) и Этьен Буарон (фр. Etienne Boisrond), банковский управляющий и фотограф.
В 1960 году Мишель Буарон женился на бельгийской сценаристке Аннетт Вадман (фр. Annette Wademant, 1928—2017), с которой он сотрудничал в двенадцати своих фильмах. У них было двое детей: сын Франсуа Буарон (фр. François Boisrond, 1959 г. р.), художник, и дочь Сесиль Буарон-Беккер (фр. Cécile Boisrond-Becker, 1964 г. р.), ассистент режиссёра.
После развода он был компаньоном актрисы Мари-Кристин Барро в течение 10 лет, до её знакомства в 1988 году с Роже Вадимом.

## Награда
| 1991 : «Золотая Нимфа» на Телевизионном фестивале в Монте-Карло (Монако) за сериал Marie Curie, une femme honorable (1990) |

## Фильмография
| Работы в кино | Работы в кино | Работы в кино                                                                       | Работы в кино                                                                            | Работы в кино                                                                       | Работы в кино                                         |
| Год           | Жанр          | Русское название                                                                    | Оригинальное название                                                                    | Основные исполнители                                                                | Примечание                                            |
| ------------- | ------------- | ----------------------------------------------------------------------------------- | ---------------------------------------------------------------------------------------- | ----------------------------------------------------------------------------------- | ----------------------------------------------------- |
| 1947          | к/ф           | «Рокамболь», реж. Жак де Баронселли                                                 | Rocambole, реж. Jacques de Baroncelli                                                    | Пьер Брассёр, Sophie Desmarets, Lucien Nat                                          | ассистент режиссёра                                   |
| 1947          | х/ф           | «История пения», реж. Жиль Гранжье                                                  | Histoire de chanter, реж. Gilles Grangier                                                | Луис Мариано, Arlette Merry, Noël Roquevert                                         | ассистент режиссёра                                   |
| 1947          | х/ф           | «Свидание в Париже», реж. Жиль Гранжье                                              | Rendez-vous à Paris, реж. Gilles Grangier                                                | Annie Ducaux, Claude Dauphin, Marguerite Moreno                                     | 1-й ассистент режиссёра                               |
| 1947          | х/ф           | «Реванш Баккары», реж. Жак де Баронселли                                            | La revanche de Baccarat , реж. Jacques de Baroncelli                                     | Пьер Брассёр, Sophie Desmarets, Lucien Nat                                          | ассистент режиссёра                                   |
| 1948          | х/ф           | «Рюи Блас», реж. Пьер Бийон                                                         | Ruy Blas, реж. Pierre Billon                                                             | Даниэль Дарьё, Жан Маре, Марсель Эрран                                              | ассистент режиссёра                                   |
| 1949          | х/ф           |                                                                                     | Jo la Romance, реж. Gilles Grangier                                                      | Georges Guétary, Ginette Leclerc, Félix Oudart                                      | ассистент режиссёра                                   |
| 1950          | х/ф           | «Красота дьявола», реж. Рене Клер                                                   | La beauté du diable, реж. René Clair                                                     | Мишель Симон, Жерар Филип, Nicole Besnard                                           | ассистент режиссёра                                   |
| 1951          | х/ф           | «Две южных фиалки», реж. Жан Ануй                                                   | Deux sous de violettes, реж. Jean Anouilh                                                | Дани Робен, Georges Baconnet, Madeleine Barbulée                                    | technical collaborator                                |
| 1951          | х/ф           |                                                                                     | Les petites Cardinal, реж. Gilles Grangier                                               | Saturnin Fabre, Véra Norman, Denise Grey                                            | ассистент режиссёра                                   |
| 1952          | х/ф           | «Ночные красавицы», реж. Рене Клер                                                  | Les belles de nuit, реж. René Clair                                                      | Жерар Филип, Мартин Кароль, Джина Лоллобриджида                                     | ассистент режиссёра                                   |
| 1952          | х/ф           | «Снега Килиманджаро», реж. Генри Кинг                                               | The Snows of Kilimanjaro, реж. Henry King                                                | Грегори Пек, Ава Гарднер, Сьюзен Хэйворд                                            | исполнительный продюсер (в титрах отсутствует)        |
| 1953          | х/ф           | «Колодец в чудо», реж. Жан Девевр                                                   | Le puits aux miracles, реж. Jean Devaivre                                                | Мартин Кароль, Jacques Dacqmine, Marthe Mercadier                                   | ассистент режиссёра (как Michel J. Boisrond)          |
| 1953          | х/ф           | «Акт любви», реж. Анатоль Литвак                                                    | Un acte d’amour, реж. Anatole Litvak                                                     | Кирк Дуглас, Дани Робен, Barbara Laage                                              | ассистент режиссёра                                   |
| 1954          | х/ф           | «Кренкебиль», реж Ральф Абиб                                                        | Crainquebille, реж. Ralph Habib                                                          | Yves Deniaud, Christian Fourcade, Pierre Mondy                                      | ассистент режиссёра                                   |
| 1955          | к/ф           | «Мистер Аркадин», реж. Орсон Уэллс                                                  | Mr. Arkadin, реж. Orson Welles                                                           | Орсон Уэллс, Peter van Eyck, Майкл Редгрейв                                         | исполнительный продюсер (в титрах отсутствует)        |
| 1955          | х/ф           |                                                                                     | Interdit de séjour, реж. Maurice de Canonge                                              | Клод Ледю, Joëlle Bernard, Pierre Destailles                                        | ассистент режиссёра                                   |
| 1955          | х/ф           | «Пересадка в Орли», реж. Жан Древиль                                                | Escale à Orly, реж. Jean Dréville                                                        | Дани Робен, Dieter Borsche, Simone Renant                                           | ассистент режиссёра                                   |
| 1955          | х/ф           | «Большие манёвры», реж. Рене Клер                                                   | Les grandes manoeuvres реж. René Clair                                                   | Жерар Филип, Мишель Морган, Жан Десайи                                              | второй режиссёр                                       |
| 1956          | х/ф           | «Ох уж эта девчонка!»                                                               | Cette sacrée gamine                                                                      | Брижит Бардо, Jean Bretonnière, Франсуаза Фабиан                                    | режиссёр и сценарист (совм.) (как Michel J. Boisrond) |
| 1956          | х/ф           | «Это случилось в Адене»                                                             | C’est arrivé à Aden…                                                                     | André Luguet, Jacques Dacqmine, Дани Робен                                          | режиссёр и сценарист (совм.)                          |
| 1956          | х/ф           | «Когда появляется ребёнок»                                                          | Lorsque l’enfant paraît                                                                  | Gaby Morlay, André Luguet, Brigitte Auber                                           | режиссёр                                              |
| 1957          | х/ф           | «Парижанка»                                                                         | Une parisienne                                                                           | Брижит Бардо, Анри Видаль, Шарль Буайе                                              | режиссёр и сценарист (совм.)                          |
| 1959          | телепередача  | «Кинопанорама», передачи от 11.06.1959                                              | Cinépanorama, передачи от 11.06.1959                                                     |                                                                                     | он сам                                                |
| 1959          | х/ф           | «Слабые женщины»                                                                    | Faibles femmes                                                                           | Ален Делон, Милен Демонжо, Pascale Petit                                            | режиссёр и сценарист (совм.)                          |
| 1959          | х/ф           | «Дорога школяров»                                                                   | Le chemin des écoliers                                                                   | Ален Делон, Бурвиль, Полетт Дюбо, Лино Вентура, Françoise Arnoul                    | режиссёр                                              |
| 1959          | х/ф           | «Танцуй со мной» / «Потанцуете со мной?» / «Хотите со мной танцевать?»              | Voulez-vous danser avec moi ?                                                            | Брижит Бардо, Анри Видаль, Dawn Addams                                              | режиссёр и сценарист (совм.)                          |
| 1960          | х/ф           | «Француженка и любовь», новелла «Девственность»                                     | La française et l’amour, новелла La Virginité                                            | Valérie Lagrange, Pierre Michael                                                    | режиссёр                                              |
| 1961          | х/ф           | «Вечер на пляже»                                                                    | Un soir sur la plage                                                                     | Мартин Кароль, Жан Десайи, Мишель Галабрю                                           | режиссёр и сценарист (совм.)                          |
| 1961          | х/ф           | «Знаменитые любовные истории»                                                       | Amours célèbres                                                                          | Жан-Поль Бельмондо, Ален Делон, Жан-Клод Бриали, Брижит Бардо, Симона Синьоре       | режиссёр                                              |
| 1962          | х/ф           | «Парижанки», новелла «Антония»                                                      | Les Parisiennes, новелла Antonia                                                         | Кристиан Маркан, Жан Пуаре, Дани Робен                                              | режиссёр и сценарист                                  |
| 1962          | х/ф           | «Как преуспеть в любви»                                                             | Comment réussir en amour                                                                 | Dany Saval, Жан Пуаре, Jacqueline Maillan                                           | режиссёр                                              |
| 1964          | х/ф           | «Ищите кумира»                                                                      | Cherchez l’idole                                                                         | Dany Saval, Franck Fernandel, Berthe Granval,                                       | режиссёр и продюсер (в титрах отсутствует)            |
| 1964          | х/ф           | «Как вам моя сестра?»                                                               | Comment trouvez-vous ma soeur?                                                           | France Anglade, Jacqueline Maillan, Claude Rich                                     | режиссёр                                              |
| 1964          | х/ф           | «Как выйти замуж за премьер-министра»                                               | Comment épouser un premier ministre                                                      | Жан-Клод Бриали, Pascale Petit, Клод Жансак                                         | режиссёр                                              |
| 1966          | х/ф           | «На прицеле у смерти»                                                               | Atout coeur à Tokyo pour OSS 117                                                         | Frederick Stafford, Марина Влади, Jitsuko Yoshimura                                 | режиссёр                                              |
| 1967          | х/ф           | «Человек, который стоил миллиарды» / «Человек стоимостью в миллиард»                | L’homme qui valait des milliards                                                         | Frederick Stafford, Raymond Pellegrin, Peter van Eyck                               | режиссёр и сценарист (совм.)                          |
| 1967          | х/ф           | «Самурай», реж. Жан-Пьер Мельвиль                                                   | Le samouraï, реж. Jean-Pierre Melville                                                   | Ален Делон, Франсуа Перье, Натали Делон                                             | актёр (Винер)                                         |
| 1968          | х/ф           | «Частный урок»                                                                      | La leçon particulière                                                                    | Натали Делон, Renaud Verley, Робер Оссейн                                           | режиссёр, сценарист (совм.) и актёр (отец Оливье)     |
| 1970          | х/ф           | «Солнце в глазах»                                                                   | Du soleil plein les yeux                                                                 | Renaud Verley, Florence Lafuma, Бернар Ле Кок                                       | режиссёр и сценарист (совм.)                          |
| 1971          | х/ф           | «С ними по-хорошему нельзя»                                                         | On est toujours trop bon avec les femmes                                                 | Жан-Пьер Марьель, Roger Carel                                                       | режиссёр                                              |
| 1971          | телепередача  | «Субботний вечер», выпуск от 19.06.1971                                             | Samedi soir, выпуск от 19.06.1971, реж. Claude Fayard                                    |                                                                                     | он сам                                                |
| 1972          | телепередача  | «Большая шахматная доска», эпизоды #1.1 (1972) и #1.5 (1972)                        | Le grand échiquier, эпизоды #1.1 (1972) и #1.5 (1972)                                    |                                                                                     | он сам                                                |
| 1972          | х/ф           | «Мальчик-с-пальчик»                                                                 | Le petit poucet                                                                          | Мари Лафоре, Жан-Пьер Марьель, Жан-Люк Бидо                                         | режиссёр                                              |
| 1974          | х/ф           | «Скажи, что любишь меня»                                                            | Dis-moi que tu m’aimes                                                                   | Мирей Дарк, Жан-Пьер Марьель, Мари Жозе Нат                                         | режиссёр и сценарист (совм.)                          |
| 1975          | х/ф           | «Катрин и К °»                                                                      | Catherine et Cie                                                                         | Джейн Биркин, Патрик Девер, Жан-Пьер Омон                                           | режиссёр                                              |
| 1977—1978     | мини-т/сериал | «Безумства Оффенбаха» (6 эпизодов)                                                  | Les folies Offenbach (6 эпизодов)                                                        | Мишель Серро, Jean Stout, Catherine Samie                                           | режиссёр (6 эпизодов)                                 |
| 1981          | мини-т/сериал | «Современная история»                                                               | Histoire contemporaine                                                                   | Claude Piéplu, Michel Robin, Jean Rougerie                                          | режиссёр и сценарист (совм.)                          |
| 1982          | мини-т/сериал | «Выпустив когти»                                                                    | Toutes griffes dehors                                                                    | Sophie Desmarets, Serge Avedikian, Jany Holt                                        | режиссёр                                              |
| 1982          | телепередача  | «Академия-9», выпуск от 16.11.1982                                                  | L’académie des 9, выпуск от 16.11.1982                                                   |                                                                                     | он сам                                                |
| 1984          | т/ф           |                                                                                     | Tout comme un homme                                                                      | Christiane Millet, Alain Sachs, Xavier Saint-Macary                                 | режиссёр                                              |
| 1984          | х/ф           | «Такова моя воля», реж. Франсис Жиро                                                | Le bon plaisir, реж. Francis Girod                                                       | Катрин Денёв, Мишель Серро, Жан-Луи Трентиньян                                      | актёр (Первый министр)                                |
| 1986—1987     | мини т/сериал | «Ящик с секретом» / «Иллюзии любви» (6 эпизодов)                                    | Le tiroir secret (6 эпизодов)                                                            | Полетт Дюбо, Heinz Bennent, Liselotte Pulver                                        | режиссёр (6 эпизодов)                                 |
| 1986—1991     | т/сериал      | «Розовая серия» (4 эпизода)                                                         | Série rose (4 эпизода)                                                                   | Jean-Pierre Kalfon, Anne Fontaine, Thierry Bearzatto                                | режиссёр                                              |
| 1975—1990     | т/сериал      | «Кино 16», эпизод «Официант» (1987)                                                 | Cinéma 16, эпизод Le loufiat (1987)                                                      | Florent Pagny, Anne Gautier, Anne Caudry                                            | режиссёр (1 эпизод)                                   |
| 1989—1990     | т/сериал      | «Возвращение Арсена Люпена», эпизоды «Тихий учёный» (1989), «Забытый воздух» (1990) | Le Retour d’Arsène Lupin, эпизоды Un savant bien tranquille (1989), Un air oublié (1990) | François Dunoyer, Daniel Goldenberg, Anna Condo, Gabriela Kownacka, Katarzyna Kozak | режиссёр (2 эпизода)                                  |
| 1991          | мини т/сериал | «Мари Кюри, достопочтенная женщина» (3 эпизода)                                     | Marie Curie, une femme honorable (3 эпизода)                                             | Мари-Кристин Барро, Roger Van Hool, Miroslawa Marcheluk, Jean-Luc Moreau            | режиссёр (3 эпизода)                                  |
| 1992          | т/ф           |                                                                                     | Séparément vôtre                                                                         | Sabine Haudepin, Fanny Cottençon, Pierre-Loup Rajot                                 | режиссёр                                              |
| 1993          | т/ф           | «Убийство в до мажор»                                                               | Meurtre en ut majeur                                                                     | Пьер Ванек, Michel Robin, Sabine Haudepin                                           | режиссёр и сценарист                                  |
| 1995          | мини т/сериал |                                                                                     | Police des polices (6 эпизодов)                                                          | Martin Lamotte, Chantal Alves, Erick Desmarestz                                     | режиссёр (6 эпизодов)                                 |
| 1995          | т/сериал      | «Субботняя история», эпизод «Гнездо, покинутое птицей»                              | L’histoire du samedi, эпизод Le nid tombé de l’oiseau                                    | Michèle Laroque, Rufus, Elisabeth Margoni                                           | сценарист (1 эпизод, совм.)                           |

## Бокс-офис кинофильмов Мишеля Буарона во Франции
| Русское название                      | Год выхода во Франции | Бокс-офис во Франции |
| ------------------------------------- | --------------------- | -------------------- |
| «Ох уж эта девчонка!»                 | 1956                  | 4 040 634 зрителей   |
| «Когда появляется ребёнок»            | 1956                  | 2 346 979 зрителей   |
| «Это случилось в Адене»               | 1956                  | 1 956 344 зрителей   |
| «Парижанка»                           | 1957                  | 3 508 853 зрителей   |
| «Танцуй со мной»                      | 1959                  | 3 196 005 зрителей   |
| «Дорога школяров»                     | 1959                  | 2 516 405 зрителей   |
| «Слабые женщины»                      | 1959                  | 2 359 549 зрителей   |
| «Вечер на пляже»                      | 1961                  | 784 123 зрителей     |
| «Знаменитые любовные истории»         | 1961                  | 2 024 604 зрителей   |
| «Как преуспеть в любви»               | 1962                  | 1 950 643 зрителей   |
| «Ищите кумира»                        | 1964                  | 1 602 426 зрителей   |
| «Как вам моя сестра?»                 | 1964                  | 931 416 зрителей     |
| «Как выйти замуж за премьер-министра» | 1964                  | 848 053 зрителей     |
| «На прицеле у смерти»                 | 1966                  | 2 120 606 зрителей   |
| «Человек, который стоил миллиарды»    | 1966                  | 886 791 зрителей     |
| «Частный урок»                        | 1968                  | 1 351 348 зрителей   |
| «С ними по-хорошему нельзя»           | 1971                  | 1 310 982 зрителей   |

Данные для таблицы бокс-офиса взяты на французском сайте Box office story, которые поступают туда от Национального центра кино и мультипликации (фр. Centre national du cinéma et de l'image animée).